# فرودگاه بین‌المللی دوشنبه
فرودگاه بین‌المللی دوشنبه (به تاجیکی: Фурудгоҳи байналмилалии Душанбе) (یاتا: DYU، ایکائو: UTDD) یک فرودگاه بین‌المللی در دوشنبه، پایتخت تاجیکستان است و قطب اصلی شرکت‌های سامان ایر و تاجیک ایر است. پایانهٔ جدید این فرودگاه که ظرفیت جابه‌جایی ۱٫۵ میلیون مسافر در سال را دارد، در ۳ سپتامبر ۲۰۱۴ تأسیس شد.

## تاریخچه
در سال ۱۹۲۴، اولین فرودگاه تاجیکستان در شهر استالین‌آباد که اکنون به نام دوشنبه شناخته می‌شود، ساخته شد. در نوامبر ۱۹۲۹، فرودگاه جدیدی برای خدمت به استالین‌آباد ساخته شد. در سال ۱۹۶۴، مجموعهٔ فرودگاهی فعلی به بهره‌برداری رسید. در طول سال‌ها، این فرودگاه چندین بار بازسازی شده است.
در ۷ سپتامبر ۱۹۹۲، در ماه‌های نخست جنگ داخلی تاجیکستان، رئیس‌جمهور رحمان نبی‌اف و همراهانش در حال عزیمت به فرودگاه بودند که توسط اپوزیسیون متحد تاجیک مورد حمله قرار گرفتند. در ترمینال، نبی‌اف پس از ملاقات و گفتگو با نیروهای مسلح اپوزیسیون در سالن وی‌آی‌پی، تحت فشار و تقریباً با تهدید اسلحه مجبور به استعفا شد و سپس آزاد گردید. گزارش‌هایی از استقرار تانک‌ها و نیروها در ترمینال در طول این واقعه منتشر شده است.
یک ترمینال جدید با کمک مالی فرانسه که قادر به خدمت به ۱٫۵ میلیون مسافر در سال است، در ۳ سپتامبر ۲۰۱۴ افتتاح شد. فرانسه به تاجیکستان یک وام بلندمدت با بهرهٔ کم به مبلغ ۲۰ میلیون یورو ارائه کرد. سهم تاجیکستان ۱۹ میلیون یورو بود.

## شرکت‌های هواپیمایی و مقصدهای پروازی
| شرکت‌های هواپیمایی   | مقصدهای پروازی |
| ------------------- | --- |
| ایر آستانه          | آلماتی |
| اویا ترافیک کمپانی  | بیشکک |
| آذربایجان ایرلاینز  | باکو |
| هواپیمایی جنوبی چین | اورومچی |
| FlyArystan          | آستانه |
| فلای‌دبی             | دبی |
| جزیره ایرویز        | کویت |
| کام ایر             | کابل |
| نوردویند ایرلاینز   | کازان، اورنبورگ، اوفا |
| اس۷ ایرلاینز        | نووسیبیرسک |
| سامان ایر           | آلماتی، آستانه، دهلی، دبی، فرانکفورت، ایرکوتسک، اسلام‌آباد، استانبول، کازان، خجند، کراسنویارسک–یملیانو، مخاچ‌قلعه، مسکو–دوموده‌دوو، مسکو-ژوکوفسکی، مونیخ، نووسیبیرسک، اورنبورگ، سنت پترزبورگ، سامارا، سوچی، تاشکند، تفلیس، تهران-امام خمینی، اورومچی، یکاترینبورگ چارتر فصلی: شرم‌الشیخ، ایروان |
| ترکیش ایرلاینز      | استانبول |
| هواپیمایی ترکمنستان | فصلی: عشق‌آباد |
| اورال ایرلاینز      | ایرکوتسک، کراسنویارسک–یملیانو، مسکو-دوموده‌دوو، مسکو-ژوکوفسکی، سنت پترزبورگ، سوچی، اوفا، ولگاگراد، یکاترینبورگ فصلی: چلیابینسک، کازران، سامارا |
| یوتی‌ایر اوییشن      | مسکو–ونوکووا |
| ازبکستان ایرویز     | تاشکند |
| هواپیمایی وارش      | مشهد، تهران-امام خمینی |